# Why (Jadakiss)
"Why" is een single van Jadakiss en Anthony Hamilton, van het album Kiss of Death, uitgebracht in 2004. Met deze single maakte Jadakiss protest tegen president George W. Bush, omdat hij dacht dat de president achter de aanslagen van 11 september zat. Door deze teksten werd de single op een aantal radiozenders niet meer gedraaid, maar in de Amerikaanse hitlijsten haalde hij wel de elfde plaats.

## Tracklist
1. Why (albumversie)
2. Why (featuring Kool Savas)
3. Kiss of Death
4. The Champ is Here
5. Why (videoclip)